# Radianthus ritteri
Radianthus ritteri is een zeeanemonensoort uit de familie Stoichactidae.
Radianthus ritteri is voor het eerst wetenschappelijk beschreven door Kwietniewski in 1897.